# Labrador-Ouest
Circonscription électorale provinciale du Canada
Labrador-Ouest (en anglais : Labrador West) est une circonscription électorale provinciale de la Chambre d'assemblée de la province canadienne de Terre-Neuve-et-Labrador.

## Liste des députés
| Labrador-Ouest |                    |                           |                |             |
| Député         | Député             | Parti                     | Mandat         | Législature |
|                | Perry Canning      | Libéral                   | 1996 - 1999    | 43e         |
|                | Randy Collins (en) | Néo-démocrate             | 1999 - 2003    | 44e         |
|                | Randy Collins (en) | Néo-démocrate             | 2003 - 2007    | 45e         |
|                | Jim Baker (en)     | Progressiste-conservateur | 2007           | 45e         |
|                | Jim Baker (en)     | Progressiste-conservateur | 2007 - 2011    | 46e         |
|                | Nick McGrath (en)  | Progressiste-conservateur | 2011 - 2015    | 47e         |
|                | Graham Letto (en)  | Libéral                   | 2015 - 2019    | 48e         |
|                | Jordan Brown       | Néo-démocrate             | 2019 - 2021    | 49e         |
|                | Jordan Brown       | Néo-démocrate             | 2021 - présent | 50e         |